# 小野忠明

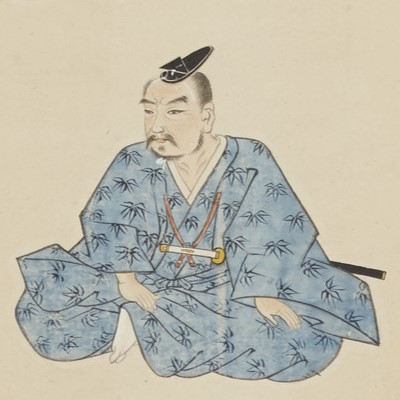
小野忠明（東京国立博物館蔵伊藤景久外二氏像より）

小野 忠明（おの ただあき、永禄8年〈1565年〉? - 寛永5年11月7日〈1628年12月2日〉）は、戦国時代から江戸時代前期にかけての武将、剣豪、旗本。伊東一刀斎の高弟として一刀流を継承し、徳川将軍家剣術指南役となった。前名は神子上 典膳（みこがみ てんぜん）で、のちに母方の小野姓を名乗った。通称は次郎右衛門、前名は吉明。子に忠常。伊藤忠也は弟とも子とも。弟子に忠常（小野派一刀流）、伊藤忠也（忠也派一刀流）、小幡景憲など。

## 経歴

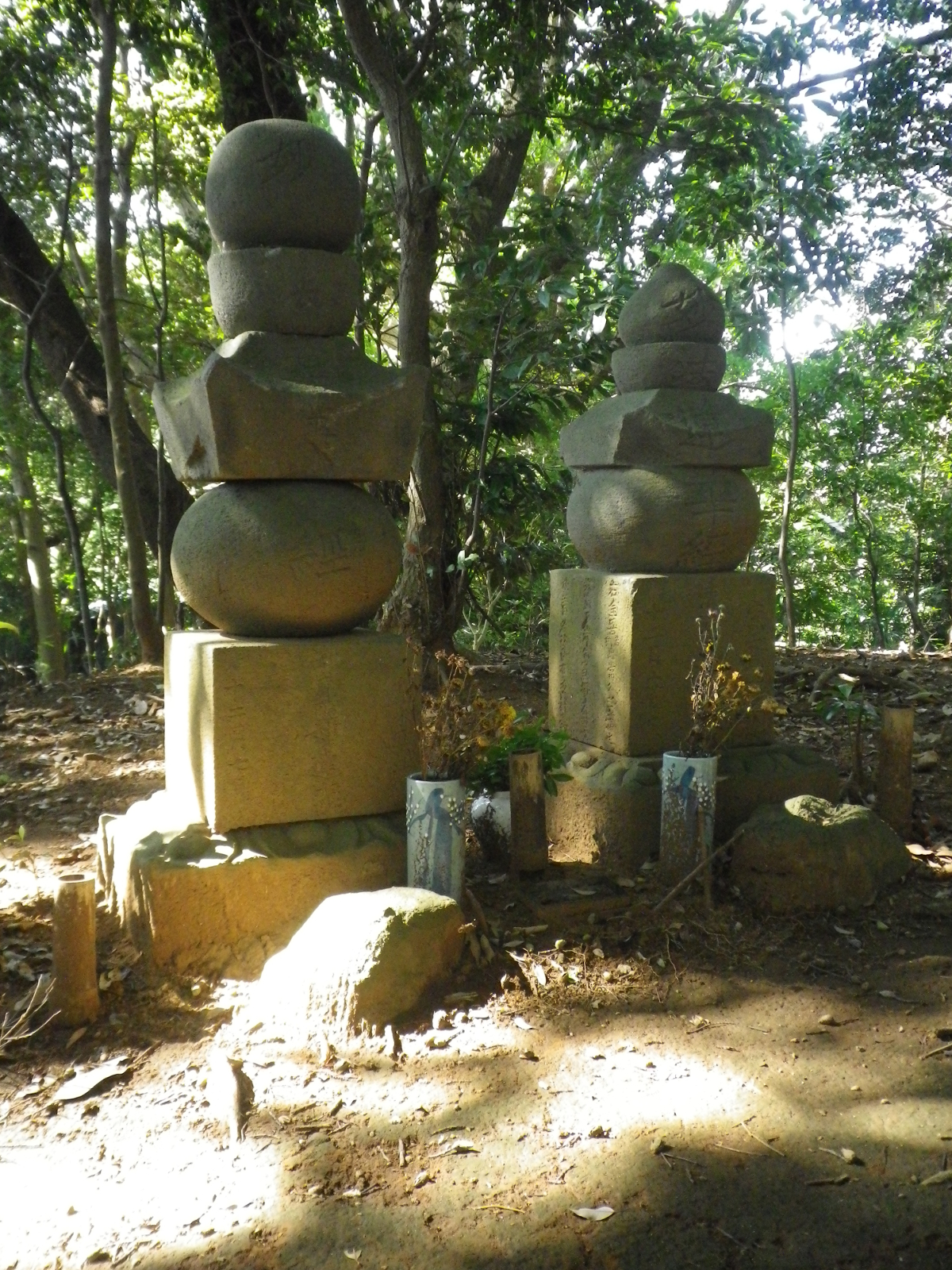
小野忠明・小野忠常の墓

永禄8年（1565年）安房国朝夷郡丸村神子上（現・千葉県南房総市御子神）に生まれる。『武芸小伝』は勢州の出、『増補英雄美談』は信州人とするがこれらは正しくない。先祖は大和国の十市兵部大輔遠忠であるという。その子孫が上総国に移り里見氏に仕える郷士となった。曽祖父の神子上大蔵は里見十人衆頭600石。祖父の神子上庄蔵は100石で天文3年（1535年）の犬掛合戦で木曽新吾と相打ちで死亡（『房総里見軍記』『里見九代記』）。父は神子上重（しげ、通称・土佐）、母は小野氏。
天正17年（1589年）11月、里見義康の家来として万喜城攻撃に参加。正木時堯（正木大膳）と一騎討ちをしたが決しなかったという（『 里見代々記』『房総里見軍記』）。
伊東一刀斎に弟子入りする前は三神流の使い手であったとされるが、三神流について詳しいことは分かっていない。上総国を訪れた一刀斎に敗れたことで入門を決意し、師ともに諸国を巡る武者修行の旅に出たという。なお里見忠義に奸臣・印東玄蕃のことを諫言したが聞き入れられなかったために浪人したという安川柳渓『千葉県古事志』の説は、時期が合わず誤りである。
文禄2年（1593年）徳川家康に200石で召し出され、秀忠の剣術指南役となった。このとき小野次郎右衛門忠明と改めた。「忠」の字は秀忠の偏諱であるともされる。
慶長5年（1600年）の関ヶ原の戦いでは秀忠に従って上田城攻防戦で活躍し、上田七本槍と称されたが、この時軍規違反で処罰され、真田信之預かりとされた。
翌年（1601年）に許されて400石に加増。のち上総国山辺・武射郡で600石を知行した。
慶長19年（1614年）からの大坂冬の陣には御使番として、翌慶長20年（1615年）の夏の陣には道具奉行として参戦する。終戦後の元和2年（1616年）、御家人の集まりの場にて、夏の陣で同じ道具奉行を勤めていた旗本の石川市左衛門、山角又兵衛、中山勘解由、伊東弘祐等について、戦場で見苦しい振る舞いがあったと誹謗したために争いとなり、石川等4名が秀忠に直訴する騒ぎとなった。『徳川実紀』によると、当初秀忠は取り合わない姿勢を見せていたものの、4名が諸大名の前で訴状を提出するに至って無視できなくなり、関係者の意見を聞いたうえで、忠明ならびに訴えでた4名は閉門、うち山角はのちに改易に処したとある。
晩年は知行地の下総国埴生郡寺台村に隠棲した。寛永5年（1628年）11月7日死去。墓所は千葉県成田市の永興寺。永興寺には忠明夫妻の木像も所蔵されている。成田高等学校・付属中学校や成田山公園の裏山に所在する墓は千葉県指定史跡となっている。
忠明の跡は嫡男の忠常が継ぎ、200石の加増を受けて800石となった（『寛政重修諸家譜』）。小野家は旗本として明治維新まで代々続いた。

## 逸話

### 一刀斎への入門
伊藤一刀斎が武者修行で上総国を訪れた折、宿の前に挑戦者を求める立札を掲示し、すでに名前の知れ渡っていた一刀斎に挑む者はほとんどいなかったが当時神子上典膳を名乗っていた忠明は手合わせを願った。好きな得物を用いよと言う一刀斎に、典膳は2尺8寸の波平行安を構えて向かって行ったが、1尺ほどの薪を手にした一刀斎にたちまち刀を奪われてしまった。3尺ばかりの木刀を手にして再び挑んだ典膳だったが、やはり薪を持った一刀斎に攻撃を当てることはできず、数十回木刀を叩き落とされて疲れ果ててしまった。典膳は翌日再び一刀斎のもとを訪れて弟子入りを願い、翌年一刀斎がまた上総国に来訪した際にこれに同行して里見氏のもとを去ったという。

### 兄弟子・善鬼との決闘
師・一刀斎の命により一刀流後継者の座をかけて兄弟子・善鬼（姓不詳。小野姓とするのは俗説）と立合い、これを倒したという逸話がよく知られている。この決闘の場所は下総国相馬郡小金原とされることが多いが、美濃国桔梗ヶ原（『雑話筆記』）、近江国粟津ヶ原、江戸飯田町のあたりという異説もある。この決闘は善鬼を差し置いて忠明が一刀斎によって徳川家に推挙されたために、腹を立てた善鬼が一刀斎に願い出たとも、一刀斎が善鬼の抹殺を企図したもので予め忠明に「夢想剣」を伝授したとも言われる。瓶割刀はこの決闘に勝利したことにより忠明に与えられたとも、決闘に先立って忠明に授けられ、瓶の後ろに隠れた善鬼を瓶ごと斬り捨てたことが名前の由来となった（『一刀流口伝書』『撃剣叢談』）ともされる。この後の一刀斎の消息は知れないという。

### 賊を斬り徳川氏に召し抱えられる
『武芸小伝』には次のような仕官にまつわる逸話がある。
善鬼との決闘の後、典膳は駿河台あるいは本郷に居を構えた。あるとき近郊の膝折村で、1人の武芸者が人を殺して民家に立てこもった。村人では手に負えないため江戸に助けを求め、典膳が村に出向きさらに小幡景憲が検使として赴いた。典膳が武芸者に勝負を求めると、武芸者は戸外に現れたが、彼が太刀を抜くが早いか典膳はその両腕をたちまち斬り落としてしまった。典膳は景憲の同意のもと武芸者の首を刎ね、景憲の家康への報告によって取り立てられることとなった。
ただし小幡景憲は文禄元年（1592年）から元和元年（1615年）まで旗本を辞して浪人となっているため、上記逸話は時代が合わない。
この逸話は『老士語録』では江戸城下で修験者を、『絵本英雄美談』では駿河田中城下で念行院重玄坊という修験者を斬る話となっている。

### 柳生宗矩との手合わせ
忠明が取り立てられた経緯としては次のような話もある。江戸へ出た忠明が柳生宗矩に試合を申し込んだところ取次に帯刀を取り上げられ、現れた宗矩は「この宗矩に試合を挑む者は手打ちにする掟である」と言って真剣を抜いた。忠明は燃えさしの薪を手に取り宗矩と立合い、宗矩の攻撃をみなかわすばかりか逆に宗矩を炭だらけにした。これにより宗矩の推挙を受けて仕官がかなったというが、これは『一刀流口伝』にある逸話で一刀流の優位を喧伝する創作である。
また『一刀流三祖伝』によれば、柳生道場を訪れた忠明に十兵衛は歯が立たず、木村助九郎・村田与三・出淵平八の3人がかりでも忠明に木刀を奪われ打ち据えられる始末であったとされる。
笹森順造『一刀流極意』においても同様の忠明の強さを語る逸話が伝えられているが、今村嘉男は実際の剣術の腕前に忠明と宗矩の間に優劣はなかったと推測している。

## 小野派一刀流開祖
小野派一刀流の開祖とされることが多いが、忠明自身はこれを称しておらず、忠明の子・忠常が小野派一刀流を称し、弟といわれ一刀斎の伊藤姓を継いだ伊藤忠也の流れの忠也派一刀流を含め、小野家の流れは小野派一刀流と呼ばれるようになった。のちに小野派一刀流、忠也派一刀流と呼ばれた系統の開祖は共に伊東一刀斎であるが、一刀流自体の嫡流に関しては諸説がある。

## 小説
- 藤沢周平『死闘（神子上典膳）』（講談社文庫）『決闘の辻　藤沢版新剣客伝』収録）・1988年